# دة مير (دلغان)
دة مير (بالفارسية: ده میر) هي منطقة سكنية تقع في سيستان وبلوتشستان في إيران. يقدر عدد سكانها بـ 201 نسمة .